# Брия, Модесто
Модесто Бри́я (исп. Modesto Bría; 8 марта 1922, Энкарнасьон — 30 августа 1996, Рио-де-Жанейро) — парагвайский футболист, полузащитник. После завершения игровой карьеры работал тренером в Бразилии. Брия — двоюродный брат Андреса Родригеса.

## Карьера
Модесто Брия начал карьеру в клубе «Насьональ» в 1938 году, приглашённый тренером Мануэлем Флейтасом Соличем, через год дебютировав в основном составе команды. Одновременно с футболом, он работал продавцом, помогая своей матери, происходящей из итальянских мигрантов, в одиночку воспитывающую двух сыновей и дочь. В 1942 году он выиграл с командой чемпионат Парагвая. Дважды Модесто выходил на поле в составе сборной Парагвая, куда его позвал тот же Флейтас Солич. После 1942 года у клуба было много предложений по поводу Брии, в частности его хотела купить «Химнасия и Эсгрима», но их предложение не устроило парагвайцев.
27 августа 1943 года он уехал в Бразилию в клуб «Фламенго», куда попал с помощью композитора и болельщика клуба Ари Баррозу, который в тайне от «Насьоналя» помог Модесто уехать из страны. Причиной стал категорический отказ «Насьоналя» продавать одного из своих ведущих игроков. Баррозу пришлось воспользовался услугами самолёта, принадлежащего бразильскому политику Ассису Шатобриану, а также связями с полковником Силвио Санта Розой, пресс-аташе бразильских вооруженных сил в Парагвае. Сумма трансфера составила 90 тыс крузейро, которую клуб был вынужден взять в ссуду в банке и выплачивал вплоть до января 1944 года, при этом ранее клуб «Ривер Плейт» предложил за полузащитника 150 тыс крузейро, но сделка сильно задерживалась из-за бюрократических процедур, «Насьональ» был вынужден согласиться на уже совершённый по факту трансфер в стан «рубро-негро». 
12 сентября он уже дебютировал в составе команды в матче с «Флуминенсе» (2:2). Брия составил трио в центре поля, состоящее из самого парагвайца, Бигуа и Жайме. Благодаря им клуб смог, впервые в своей истории, выиграть три подряд титула чемпиона штата Рио-де-Жанейро (первый из них был выигран без Модесто). В чемпионате 1943 года Брия выполнял функцию подстраховщика Домингоса, когда тот, будучи защитником, шёл в атаку, именно Модесто оставался в обороне, «закрывая» его место на поле. Финальный же матч первенства 1944 года против «Васко да Гамы» (1:0) полузащитник назвал «самой больший игрой в своей жизни». С приходом в клуб Декиньи в конце 1950 года, Модесто выпал из стартового состава команды. В 1952 году он уехал в клуб «Санта-Круз», но проведя год возвратился в «Фламенго», где выиграл свой третий титул чемпиона штата и завершил игровую карьеру. Последний матч за команду он провёл 10 сентября 1953 года против клуба «XV ноября». Всего за «Менго» Брия сыграл 369 матчей (204 победы, 72 ничьи и 92 поражения) и забил 8 голов.
В 1955 году он начал работать работал в академии «Фламенго», выиграв три титула молодёжного чемпионата штата Рио-де-Жанейро. В 1959 году он возглавил основую команду, и в первой встрече его клуб сыграл вничью с московским «Спартаком» 2:2. Там он проработал до июня 1960 года, когда его заменил Флейтас Солич, при этом сам Модесто остался его ассистентом. В июле 1962 года Модесто возглавил клуб «Ферровиария» из города Араракуара с заработной платой в 80 тыс крузейро в месяц, плюс 250 тысяч «подъемных» за заключение договора. 2 октября он разорвал договор с клубом, объяснив это отсутствием необходимых условий для работы. Самым большим достижением в этот период стал перевод из молодёжного состава в основной Жералду Скалеры, который впоследствии стал игроком стартового состава и позже уехал в «Палмейрас». Модесто вернулся в стан «рубро-негро», проработав помощником Флавио Косты. В 1964 году Брия стал главным тренером «Серро Портеньо», но в розыгрыше Кубка Либертадорес клуб не вышел из группы, а в чемпионате остался вторым. Он тренировал клубы «Ипиранга», дебютировав ничьей (1:1) с «Леонико», где пробыл всего два месяца и был обвинён в некомпетентности, и «Ботафого» из Салвадора.
В конце 1960-х он возвратился в академию «Фламенго». Именно Брия пригласил в клуб Жуниора, перевёл Карлоса Мозера из нападения в оборону и был главным наставником Зико, когда тот играл за молодёжный состав «Фламенго». В 1967 году телеведущий Селсу Гарсия привёл к нему мальчика на просмотр. Брия удивился и сказал: «Погоди, ты шутишь! Ты сказал, что собирается привести мальчика, и ты привел мальчика. Мы здесь занимаемся серьезным футболом, а не открываем детский сад!». Гарсия всё же настоял на том, чтобы на игру Зико посмотрели хотя бы в течение нескольких минут. И молодой футболист первым же касанием пробросил мяч между ног соперника, а затем всю оставшееся время обыгрывал оппонентов. После чего Брия взял его в молодёжный состав команды и специально работал с Зико, в частности с помощью профессора Жозе Роберто Франкалаччи, Модесто помог молодому футболисту набрать недостающую мышечную массу. Но не всегда у парагвайского наставника были удачи, в частности он убрал из молодёжного состава Нунеса, который через несколько лет возвратился в клуб в качестве основного футболиста. В 1967 году Модесто с июля по октябрь работал главным тренером «Менго», а затем повторил это с мая по июнь 1971 года. В 1981 году он ненадолго в последний раз стал главным тренером основного состава «Фламенго», заменив погибшего Клаудио Коутиньо. Затем он работал помощником Пауло Сезара Карпежиани и Карлиньоса. Всего под руководством Брии клуб провёл 84 матча из них было 47 побед, 16 ничьих и 21 поражение.

## Достижения
- Чемпион Парагвая: 1942
- Чемпион штата Рио-де-Жанейро: 1943, 1944, 1953

## Личная жизнь
Модето был женат на Ивоне. От брака у него родился сын Антониу Энрике, ставший техником по электронным вычислениям. После смерти Ивоны, Брия женился во второй раз, где у него родилось ещё двое детей.
Брия являлся двоюродным братом 47-го президента Парагвая Андреса Родригеса. Матери обоих мужчин были родными сёстрами.
Именем Брия назван молодёжный клуб в городе Петрополис.